# Igor Sikorski (paraolimpijczyk)
Igor Piotr Sikorski (ur. 5 lipca 1990) – polski niepełnosprawny alpejczyk, paraolimpijczyk – grupa siedząca, kategoria LW11.
W wieku 17 lat uległ wypadkowi i trafił na wózek inwalidzki (spadł  z wysokości ok. 6–8 m na plecy i złamał kręgosłup z uszkodzeniem rdzenia kręgowego na poziomie th11,12). W 2009 r. poszedł po raz pierwszy na trening monoski. W 2012 r. zdobył  Mistrzostwo Polski w narciarstwie alpejskim niepełnosprawnych w konkurencji slalom. Reprezentuje barwy klubu Beskidzkie Zrzeszenie Sportowo-Rehabilitacyjne „Start” w Bielsku-Białej. Mieszka w Krakowie.
Uczestnik zimowych igrzysk paraolimpijskich w Soczi (2014) i Pjongczangu (2018), gdzie zdobył brązowy medal w slalomie gigancie na monoski.
W 2020 odznaczony Złotym Krzyżem Zasługi.

## Wyniki na igrzyskach paraolimpijskich
| 2018 Pjongczang (Korea Południowa) | – | 15. miejsce – zjazd – grupa siedząca; czas: 1:31.69 10. miejsce – supergigant – grupa siedząca; czas: 1:28.41 nie ukończył – superkombinacja – grupa siedząca miejsce – slalom gigant – grupa siedząca; czas: 2:15.90 6. miejsce – slalom – grupa siedząca; czas: 1:43.14 |
| 2014 Soczi (Rosja)                 | – | 13. miejsce – slalom – grupa siedząca; czas: 2:23.55 dyskwalifikacja – slalom gigant – grupa siedząca |